# Fundação Long Now
A Fundação Long Now, criada em 1996, é uma entidade privada e sem fins lucrativos. Com sede em São Francisco, busca se tornar a semente de uma instituição cultural a longo prazo. Seu objetivo é proporcionar um contraponto à mentalidade "mais rápido/mais barato" e promover a mentalidade "mais lento/melhor". A Fundação Long Now espera "fomentar, de forma criativa, a responsabilidade" nos próximos dez mil anos e por isso utiliza datas de cinco dígitos para "resolver o bug do decamilênio, cujo impacto se desenrolará em aproximadamente oito mil anos" (quando chegarmos à virada do ano 9999 para o ano 10000).

## Inspiração
A civilização está se acelerando patologicamente, em um curto espaço de atenção. A tendência pode ser proveniente da aceleração da tecnologia, a perspectiva de curto horizonte da economia orientada para o mercado, a perspectiva da próxima eleição das democracias, ou as distrações das multi-tarefas pessoais. Todos estão a aumentar. Qualquer tipo de balançeamento corretivo para a vista curta é necessário algum mecanismo ou mito que estimule a visão a longo prazo e a tomada de responsabilidade a longo prazo, onde "a longo prazo" é medida em menos de séculos. Long Now propõe ambos: um mecanismo e um mito.Original (em inglês): Civilization is revving itself into a pathologically short attention span. The trend might be coming from the acceleration of technology, the short-horizon perspective of market-driven economics, the next-election perspective of democracies, or the distractions of personal multi-tasking. All are on the increase. Some sort of balancing corrective to the short-sightedness is needed-some mechanism or myth which encourages the long view and the taking of long-term responsibility, where 'long-term' is measured at least in centuries. Long Now proposes both a mechanism and a myth.— Stewart Brand http://www.longnow.org/about (em inglês)
Quando eu era criança, as pessoas costumavam falar sobre o que aconteceria no ano 02000. Faltando apenas 30 anos, eles ainda continuavam falando sobre o que aconteceria no ano de 02000, e agora ninguém menciona uma data futura para nada. O futuro está sendo encolhido a cada ano por toda a minha vida. Eu acho que é hora de começar um projeto a longo prazo que leve as pessoas a pensar no passado como uma barreira mental para um futuro cada vez mais curto. Gostaria de propor um grande (acho que Stonehenge) relógio mecânico, movido por mudanças sazonais de temperatura. Tiquetaquear uma vez por ano, bater o sino da igreja uma vez por século e o cuco sai a cada milênio.Original (em inglês): When I was a child, people used to talk about what would happen by the year 02000. For the next thirty years they kept talking about what would happen by the year 02000, and now no one mentions a future date at all. The future has been shrinking by one year per year for my entire life. I think it is time for us to start a long-term project that gets people thinking past the mental barrier of an ever-shortening future. I would like to propose a large (think Stonehenge) mechanical clock, powered by seasonal temperature changes. It ticks once a year, bongs once a century, and the cuckoo comes out every millennium.— Danny Hillis http://www.longnow.org/about (em inglês)

## Projetos
A Fundação Long Now tem vários projetos em andamento, incluindo um relógio de dez mil anos, conhecido como Clock of the Long Now, o Projeto Roseta, o Long Bet Project, a ferramenta de código aberto Timeline (também conhecido como Longviewer), o Long Server e uma série de seminários mensais.

### Clock of the Long Now
O objetivo deste projeto é construir um relógio que vai operar com a mínima intervenção humana por dez milênios. É para ser construído com materiais duráveis, ser fácil de consertar, e ser feito de materiais em grande parte sem valor para que ele seja considerado sem nenhum valor para uma possível civilização futura de indivíduos; desta forma, espera-se que o relógio não seja roubado ou destruído. Sua fonte (ou fontes) de alimentação devem ser renováveis, mas da mesma forma impossível de serem roubadas. O primeiro protótipo deste relógio foi ativado em 31 de dezembro de 1999, e está atualmente em exposição no Museu da Ciência de Londres. A Fundação Long Now espera construir o relógio em Mount Washington ao sul do Parque Nacional da Grande Bacia perto de Ely, Nevada.

### Projeto Roseta
O Projeto Roseta é um projeto que tem como objetivo preservar todas as línguas que tenham alta probabilidade de extinção até o ano 2100. Estes incluem muitas línguas cujo número de falantes nativos existentes esteja na casa dos milhares ou menos. Outras línguas com muito mais falantes são consideradas pelo projeto ameaçadas de extinção por causa da crescente importância do Inglês como língua internacional de comércio e cultura. Amostras destas linguagens devem ser gravadas em um disco de liga de níquel de três polegadas de diâmetro. A primeira versão desse disco foi concluída em 3 de novembro de 2008.

### Long Bet Project
O Long Bet Project foi criado pela Fundação Long Now para propor e acompanhar as apostas em eventos a longo prazo e estimular a discussão sobre o futuro. A Fundação Long Now descreve este projeto como "arena pública para as divertidas previsões competitivas, de interesse para a sociedade, com o dinheiro filantrópico em jogo". Um exemplo de aposta seria dizer se as pessoas vão voar regularmente em aviões sem piloto em 2030. As apostas concluídas em 2010 incluíam previsões sobre o pico do petróleo, impressão sob demanda, obsolescência de modem e comercialmente disponíveis computadores de 100 qubits quânticos.

### Seminários Sobre o Pensamento a Longo Prazo
Em novembro de 2003, a Fundação Long Now iniciou uma série de seminários mensais sobre o pensamento a longo prazo (SALT, sigla em inglês), com uma palestra de Brian Eno. Os seminários são realizados na área da Baía de São Francisco e têm-se centrado sobre a política e o pensamento a longo prazo, planejamento de cenários, a singularidade e os projetos da fundação. Os seminários estão disponíveis para download em vários formatos a partir do site da fundação. Destinam-se a "empurrar a civilização ao pensamento a longo prazo e torná-lo automático e comum". Os tópicos incluíram a preservação dos recursos ambientais, o profundo passado e o profundo futuro das ciências e das artes, extensão da vida humana, a probabilidade de um asteróide cair no futuro, SETI e a natureza do tempo.

### Salão Long Now
Um projeto em andamento é a construção do Salão Long Now, um espaço social que ficará localizado próximo as instalações da fundação em Fort Mason, São Francisco. O objetivo do salão é ter um espaço público onde as pessoas podem se reunir para discutir ideias e temas relacionados ao pensamento de longo prazo, bem como proporcionar um local para uma variedade de eventos da fundação. O salão deverá incluir móveis de sala, artefatos da fundação, uma biblioteca, equipamentos de áudio e vídeo e um bar, que servirá chá e café durante o dia e coquetéis à noite.

## Na cultura popular
- Anathem, romance de ficção científica de Neal Stephenson, foi inspirado em parte pelo envolvimento do autor com o projeto do relógio;
- Como resultado do trabalho de Brian Eno no projeto do relógio, um álbum chamado January 07003: Bell Studies for the Clock of the Long Now foi lançado em 2003;
- Inspirado na fundação, o compositor inglês Owen Tromans, lançou em 2003 um single intitulado "Long Now".
- O site de quadrinhos xkcd.com refere-se à Fundação Long Now no quadrinho Manual for Civilization.

## Membros do conselho
O Conselho de Administração da Fundação Long Now é composto pelos seguintes membros:
| - Chris Anderson - Stewart Brand - Doug Carlston - Esther Dyson - David Eagleman - Brian Eno - Danny Hillis - Mitchell Kapor | - Michael Keller - Kevin Kelly - Roger Kennedy - Kim Polese - David Rumsey - Paul Saffo - Peter Schwartz |